# USS John Francis Burnes (DD-299)
Za druga plovila z istim imenom glejte USS John Francis Burnes.
USS John Francis Burnes (DD-299) je bil rušilec razreda Clemson v sestavi Vojne mornarice Združenih držav Amerike.
Rušilec je bil poimenovan po pomorskem častniku Johnu Francisu Burnesu.

## Zgodovina
V skladu s Londonskim sporazumom o pomorski razorožitvi je bil rušilec 22. julija 1930 izvzet iz aktivne službe in naslednje leto razrezan.